# Митраљез ПК
ПК (рус. Пулемёт Калашникова), често познатији као ПКМ (по једној од својих верзија) је руски и совјетски средњи митраљез калибра 7,62x54Р. Конструисао га је почетком 1960-их познати руски инжињер Михаил Калашњиков. У наоружање Совјетске војске је уведен 1961. године, а касније и у војскама многих других земаља источног блока и трећег света.
Митраљез ПК се може сматрати најраспрострањенијим средњим митраљезом на свету, а између осталог, по лиценци се производи и у Србији као Застава М84.

## Историја
Главни артиљеријски директорат СССР-а је 1955. расписао спецификације за новим универзалним митраљезом за подршку пешадије на нивоу чете и батаљона, у службеном пушчаном калибру 7,62x54Р. Инжињери Г. И. Никитин и Јуриј М. Соколов су већ 1958. представили прототип свог митраљеза, који је успешно прошао сва тестирања и 1960. је одлучено да митраљез Никитин-Соколов уђе у серијску производњу у Ковровској механичкој фабрици.
Када је овај пројекат Никитина и Соколова био готово при крају, конструкторски тим из Ижевска, на чијем челу се нашао Михаил Калашњиков се такође укључио у такмичење са својим прототипом. Њихов прототип је функционисао по принципу позајмице барутних гасова и ротирајућег затварача као код пушке АК-47. Оба прототипа, Калашњиков и Никитин-Соколов су тестирани у централној Азији, Одеси и Балтику.
Артиљеријски директорат и Министарство одбрамбене индустрије су више ценили Калашњиковљев прототип јер је био поузданији, мањи, компактнији и лакши за производњу. На крају је 1961. победио прототип Калашњикова и уведен је у службу као „Пулемет Калашникова”, скраћено ПК/ПКС, а за производњу је била задужена Ковровска фабрика Дегтјарев. За нови митраљез Калашњикова су коришћени исти троножац за ослон и кутија са реденицима, претходно направљене за Никитин-Соколов митраљез. На крају је сам Митраљез Никитин-Соколов, уз мање измене завршио као тешки митраљез 12,7mm НСВ.

## Технички опис
Конструкционо, ПК је дериват добро познате конструкције АК-47, наравно, уз извесне измјене. Механизам је преокренут, тако да је систем гасне позајмице лоциран са доње стране цеви, чиме је олакшана њена брза замена. Ротациони затварач са два масивна забрављујућа брега је поједностављен, а на његовом челу је фиксна ударна игла, будући да ПК као већина модерних митраљеза пуца из отвореног затварача, што олакшава хлађење цеви и спречава самоопаљење метка при интензивном коришћењу. Сандук је израђен од два слоја лима дебелог 1,5 m спојених закивцима и тачкасто заварених на критичним местима, што је донело мању масу, уз одговарајућу чврстину. Поклопац сандука је везан шарком, а ручица за запињање је са десне стране. Необично је што се и реденик уводи с десне стране. Људи су већином десноруки и нишане десним оком. Чауре се избацују улево,гасни регулатор има три положаја за различите услове и интензитет употребе/запрљаности. На дну кундака је склопиви ослонац за раме, који прилично помаже у контроли дугих рафала. Унутар десне склопиве ножице је троделна шипка за чишћење цеви.

## Модели и верзије

### СССР и Русија
- ПК- основна пешадијска верзија из 1961.
- ПКС- ојачана верзија, намењена за монтирање на возила.
- ПКМ- модернизована верзија, ("ПК Модернизированный"). Уведена 1969. и представља најбројнији модел, а сама породица митраљеза се управо по њему често назива само ПКМ.
- ПКМН- верзија са могућношћу монтирања ноћног нишана. ПКМН-1 може монтирати ноћни нишан 1ПН51, док ПКМН-2 може 1ПН58 или 1ПН93.
- ПКМС- тежа верзија која се поставља на Степанов 6Т5 троножац .
- ПКМСН- модел сличан ПКМН са ноћним нишаном.
- ПКТ- тенковска верзија развијена за постављање у тенк.
- ПКМТ- модернизована верзија ПКТ-а.
- ПКБ- модел без кундака, намењен монтирању на врх возила.
- ПКП Печенег- најмодернија верзија, развијена 1999. Модел Печенег је краће дужине ради лакшег руковања и поседује низ других измена због којих се може сматрати и потпуно новим митраљезом.

### Стране верзије
- Застава М84- домаћа верзија са мањим изменама, производи се по лиценци у фабрици Застава оружје из Крагујевца.
- Norinco Type 80- кинеска копија коју производи компанија Норинко (China North Industries).
- Арсенал МГ, МГ-М1, МГ-М1С и МГ-1М- бугарске верзије које производи компанија Арсенал из Казанлака. У задње време је доступна и верзија за извоз, у стандардном НАТО калибру 7,62x51mm.
- Cugir Mitraliera md. 66- румунска верзија митраљеза ПК из 1966.
- UKM-2000- пољски модел у стандардном НАТО калибру 7,62x51mm.

## Земље кориснице
- Совјетски Савез (бивши)
- Русија
- Украјина
- Белорусија
- Казахстан
- Јерменија
- Грузија
- Азербејџан
- Таџикистан
- Узбекистан
- Киргистан
- Туркменистан
- Румунија
- Пољска
- Источна Немачка (бивши)
- Бугарска
- Србија
- Финска
- Иран
- Ирак
- Турска
- Вијетнам
- Индија
- НР Кина
- Монголија
- Хрватска
- Сирија
- Чешка
- Јемен
- БЈРМ
- Северна Кореја
- Авганистан
- Албанија
- Алжир
- Ангола
- БиХ
- Бурунди
- Камбоџа
- Зеленортска Острва
- Централноафричка Република
- Чад
- Колумбија
- Куба
- ДР Конго
- Еритреја
- Естонија
- Етиопија
- Фиџи
- Гамбија
- Гренада
- Гвинеја
- Гвинеја Бисао
- Јужни Курдистан
- Израел
- Кенија
- Лаос
- Летонија
- Либан
- Либија
- Литванија
- Малави
- Мали
- Малта
- Молдавија
- Монголија
- Црна Гора
- Мозамбик
- Никарагва
- Нигерија
- Нигер
- Панама
- Руанда
- Саудијска Арабија
- Сао Томе и Принципе
- Јужноафричка Република
- Јужни Судан
- Судан
- Словенија
- Сомалија
- Шри Ланка
- Танзанија
- Замбија

### Терористичке организације
- Косово
- Исламска Држава
- Ал Каида
- Ичкерија

## Галерија
- ПКМ
- Монголски војник са ПКМ
- Реденик за ПКМ
- ПКС
- ПКМСН
- Тенковска верзија ПКТ
- ПКП Печенег
- Руски полицајац са ПКМ
- ПКМСН
- Тенковска верзија ПКТ
- ПКП Печенег
- Руски полицајац са ПКМ
- Грузијски војник са ПКМ
- Амерички маринац са ПКМ
- Фински миротворац са 7.62 KK PKM
- Мађарски војник са ПКМ
- Пољски војник са ПКМ
- Ирачани са ПКМ
- Сиријски војник са ПКМ 1992.

## Митраљези исте категорије
- FN MAG
- MG 3